# Eudismisches Verhältnis
Das eudismische Verhältnis ist eine abgeleitete Größe aus der medizinischen Chemie, welche für einen chiralen Liganden die Stereoselektivität an einem Protein angibt. Das eudismische Verhältnis ist der Quotient aus der Affinität oder der Aktivität des wirksameren Enantiomers (Eutomer) und der Affinität oder Aktivität des weniger wirksamen Enantiomers (Distomer).
{\displaystyle E={\frac {K_{a}({\text{Eutomer}})}{K_{a}({\text{Distomer}})}}}
Der dekadische Logarithmus des eudismischen Verhältnisses wird auch als eudismischer Index bezeichnet. Eine mögliche Korrelation zwischen der Affinität eines Liganden und seinem eudismischen Verhältnis wird in der Pfeifferschen Regel beschrieben.